# Estatuto de Taiwan
O estatuto político da República da China é controverso devido ao debate sobre a existência e legitimidade da República da China (RdC), cujo território é formado pelas ilhas de Formosa e as Pescadores (e algumas ilhas menores) e que não é reconhecida pela República Popular da China (RPC).
Conforme o status quo, a República da China ocupa as ilhas de Taiwan, Pescadores, Kinmen, Matsu e outras menores. Já a República Popular da China ocupa a China continental, inclusive as regiões administrativas especiais de Hong Kong e Macau.

## Histórico
A República da China já governou a China continental e reivindicou a soberania sobre a Mongólia Exterior e Tannu Uriankhai (em parte, a atual Tuva), antes de perder a Guerra Civil Chinesa e ser forçada a transferir a sede do seu governo para Taipei em dezembro de 1949.
Desde que a República da China perdeu a sua vaga nas Nações Unidas, em 1971, substituída pela República Popular da China, a maioria dos estados transferiu o seu reconhecimento diplomático para a República Popular, considerando esta última o único representante legítimo da China como um todo.

### Era contemporânea

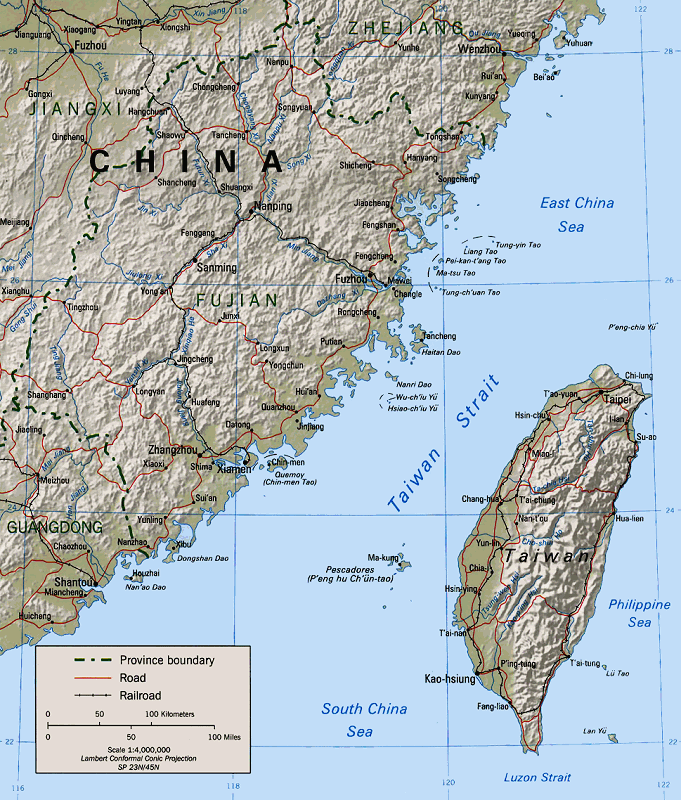
Área do estreito de Taiwan.

Em janeiro de 2008, a RdC mantinha relações diplomáticas com apenas 23 países, embora possua relações não oficiais com quase todos os demais.
No passado, a RdC considerava-se o único governo legítimo da China. Com o estabelecimento de instituições democráticas em Taiwan, no início dos anos 1990, tal posição foi alterada em favor de outra que não contestava a legitimidade do governo da RPC sobre a China continental. Entretanto, as reivindicações da RdC jamais foram repudiadas por meio de emenda constitucional; a RPC e a RdC mantêm relações por meio de agências especializadas, e não através de ministérios do exterior.
Vários grupos possuem opiniões diferentes sobre o atual estatuto político de Taiwan, situação tornada mais complexa devido à tendência taiwanesa de lidar com o tema por meio de uma política de ambiguidade deliberada. Fala-se por vezes numa declaração de independência de Taiwan, que estabeleceria então uma "República de Taiwan", questão também ambígua, pois a RdC é um país independente de facto e já se considera um Estado soberano de iure — a RPC jamais controlou o território ocupado por Taiwan. Uma postura que parece encontrar eco em diversos grupos é a de manter o status quo, ou seja, tratar Taiwan extra-oficialmente como um Estado mas afirmar formalmente que não apoia uma declaração de independência.
Em 2016, a líder do Partido Progressista Democrático (PPD), Tsai Ing-wen, venceu a eleição em Taiwan e foi a primeira mulher na História do país a chegar à Presidência. O resultado das eleições foi divulgado em 16 de janeiro de 2016. A eleição na ilha foi acompanhada atentamente pelo governo chinês, pois poderia encerrar os oito anos de aproximação entre as duas nações.
Tsai sucedeu Ma Ying-jeou (KMT), responsável pela recente política de aproximação com a China, desde 2008 e que colocou em andamento uma inédita política de aproximação com Pequim. Ying-jeou conseguiu melhorar as relações diplomáticas com o presidente Xi Jinping em Pequim e foi o primeiro líder taiwanês a se encontrar com um líder de estado chinês desde a separação entre os dois países, há mais de 60 anos. Ainda que essa aproximação tenha permitido a assinatura de acordos comerciais e um renascimento do turismo em Taiwan, muitos habitantes temem que a ilha volte a se tornar dependente de Pequim, perdendo sua identidade e soberania. Tsai foi reeleita em 2020, com uma votação considerada recorde, sobre seu principal rival, do KMT.